# Broca
La broca es una herramienta metálica de corte que crea orificios circulares en diversos materiales cuando se coloca en una herramienta mecánica como taladro, berbiquí u otra máquina. Su función es formar un orificio o cavidad cilíndrica.
Para elegir la broca adecuada al trabajo se debe considerar la velocidad a la que se debe extraer el material y la dureza del mismo. La broca se desgasta con el uso y pierde su filo, siendo necesario un refilado, para lo cual pueden emplearse máquinas afiladoras, utilizadas en la industria del mecanizado. También es posible afilar brocas a mano mediante pequeñas amoladoras, con muelas de grano fino.
En Argentina, Paraguay, Uruguay y Venezuela se le conoce como mecha o mechita.

## Tipos de broca

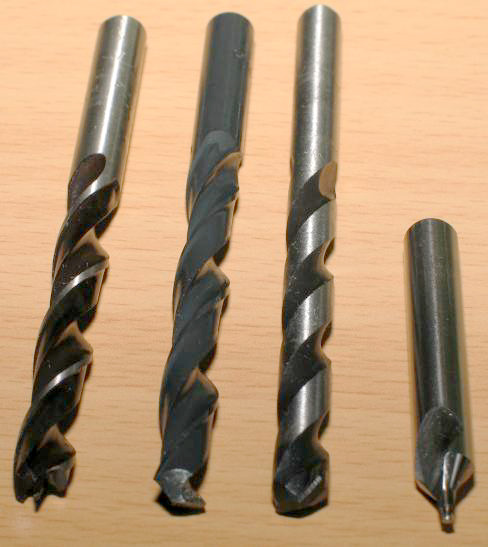
Brocas helicoidales para: (de izquierda a derecha) madera, metal, pared/hormigón, de centrado

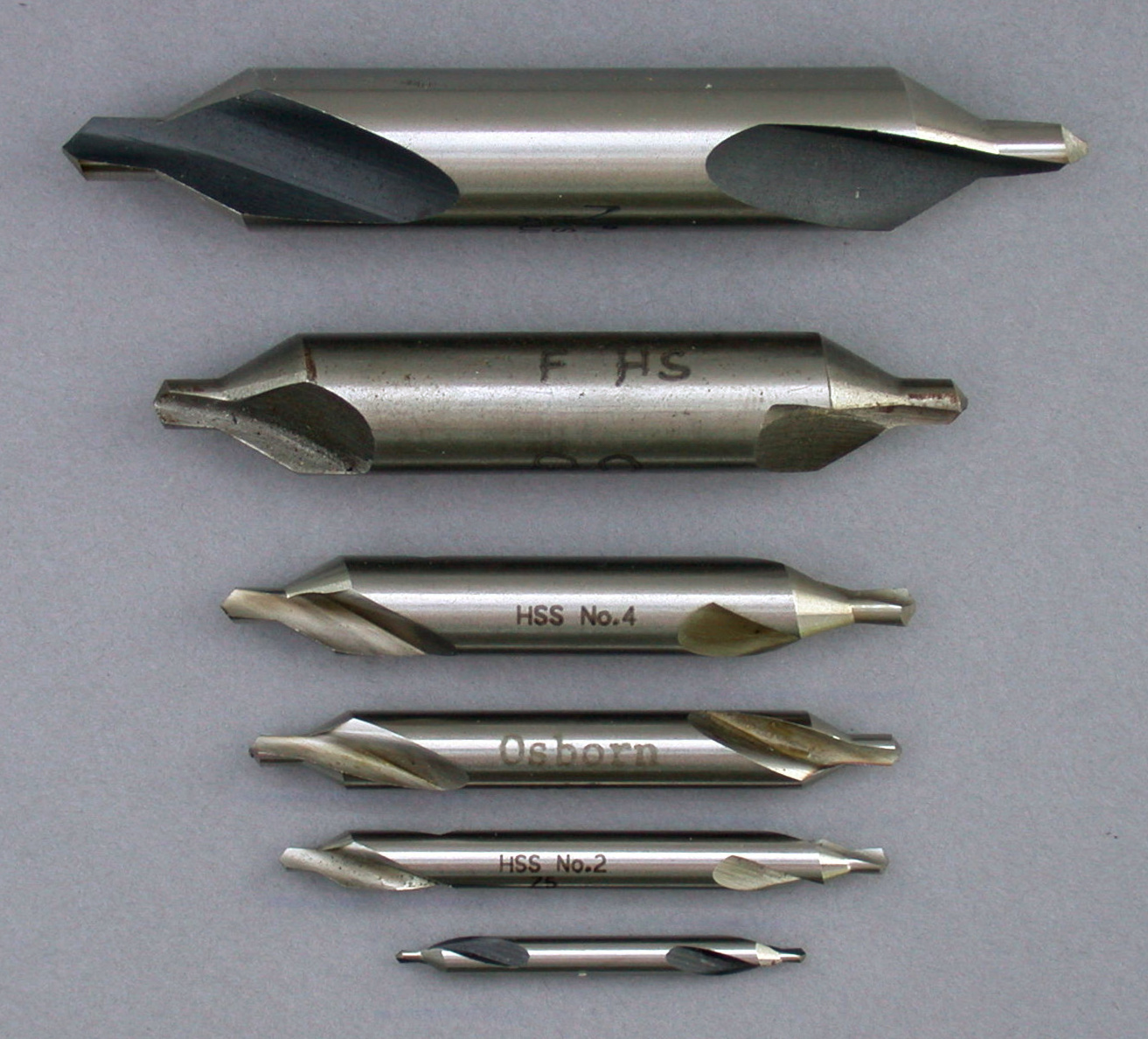
Brocas de centrar

Dependiendo de su aplicación, las brocas tienen diferente geometría. Entre muchos tipos de brocas podemos citar:
- Brocas normales helicoidales: Generalmente se sujetan mediante portabrocas. Existen numerosas variedades que se diferencian en su material constitutivo y tipo de material a taladrar.
- Broca metal alta velocidad: Para perforar metales diversos, fabricadas en acero de larga duración; las medidas más usuales son:

1/16 5/64 3/32 7/64 1/8 9/64 5/32 11/64 3/16 13/64 7/32 15/32 1/4 5/16 y 3/8. Están hechas de titanio
- Brocas para perforar hormigón: Brocas para perforar hormigón y materiales pétreos normalmente fabricadas en acero al cromo con puntas de carburo de tungsteno algunas de valor más elevado tienen zancos reducidos para facilitar introducirlas en taladros más pequeños y para evitar los giros cuentan con el mismo zanco en forma de triángulo denominado «p3 antiderrapante» y acabados color cobalto; las medidas más comunes son:

3/16*6  1/4*4  1/4*6  1/4*12  5/16*4  5/16*6  5/16*12  3/8*5  3/8*6  3/8*12  1/2*6  1/2*12
- Brocas para perforar piezas cerámicas y vidrio: Fabricadas en carburo de tungsteno para facilitar la perforación de piezas cerámicas y vidrio, y carentes de la hélice ya que solo es el diamante montado sobre el zanco; las medidas más comunes son:

1/8  3/16  1/4  5/16  3/8  1/2
- Broca larga: Se utiliza para taladrar los interiores de piezas o equipos.
- Broca super larga: Empleada para taladrar los muros de viviendas a fin de introducir cables.
- Broca de centrar: Broca de diseño especial empleada para realizar los puntos de centrado de un eje para facilitar su torneado o rectificado.
- Broca para berbiquí: Usadas en carpintería de madera, por ser de muy bajas revoluciones. Las hay de diferentes diámetros.
- Broca de paleta: Usada principalmente para madera, para abrir muy rápidamente agujeros con berbiquí, taladro o barreno eléctrico. También se le ha conocido como broca de espada planas o de manita.
- Broca para excavación o Trépano: Utilizada para la perforación de pozos petrolíferos y sondeos.
- Brocas para máquinas de control numérico: Son brocas especiales de gran rendimiento y precisión que se emplean en máquinas de control numérico, que operan a altas velocidades de corte.

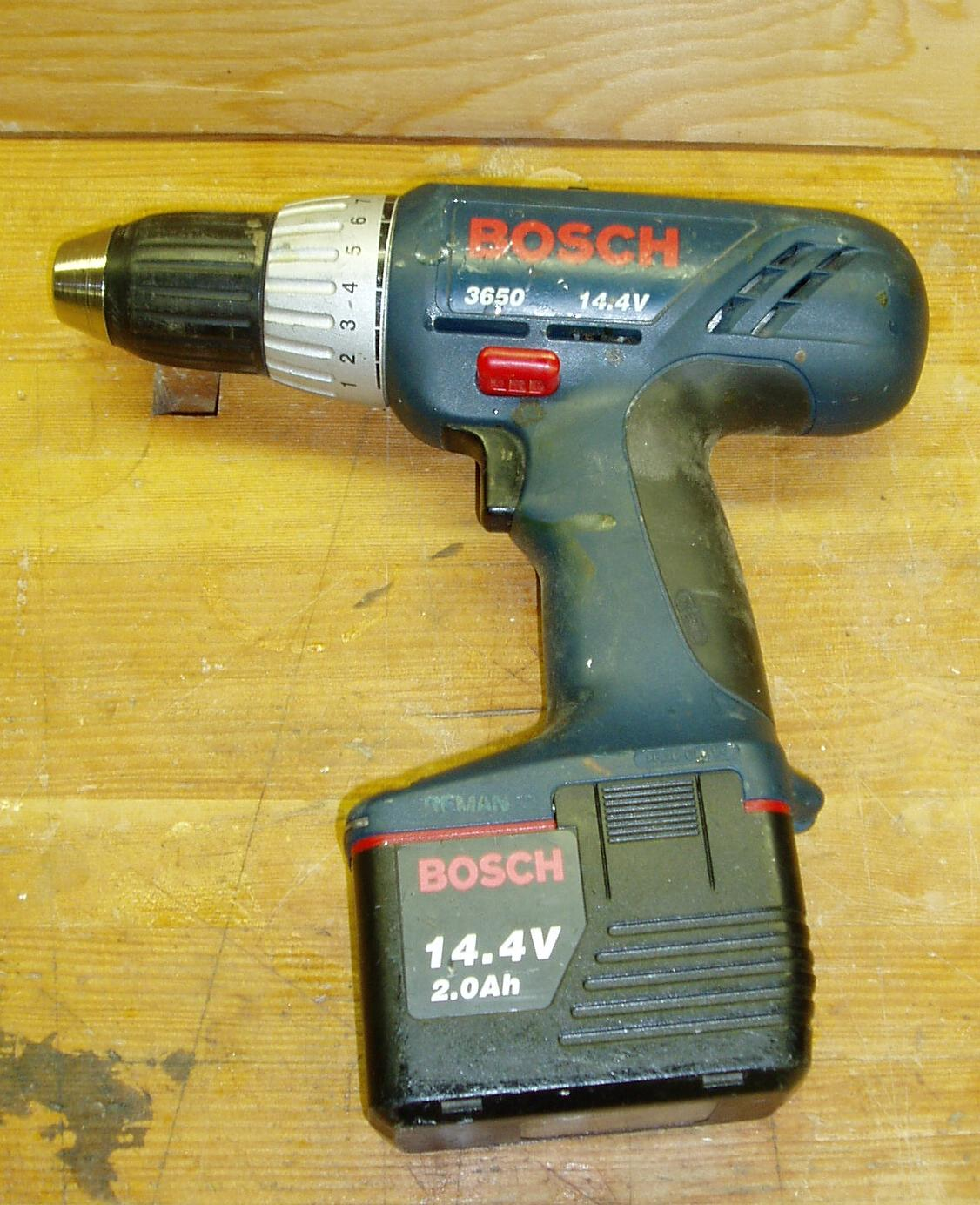
Taladro eléctrico portátil, sin broca

## Empleo de brocas en la industria, arte y ciencias
- Industria aeronáutica
- Industria automotriz
- Industria de la carpintería
- Industria de la construcción
- Perforaciones terrestres, en forma de "tricono", en la Industria del petróleo y en la Geodesia

- Ciencias forestales

- Industria de la manufactura
- En medicina, en sus ramas como:

- Cirugía craneal (trepanaciones)
- Odontología
- Ortopedia

- Artes aplicadas y artesanías

## Brocas Forstner

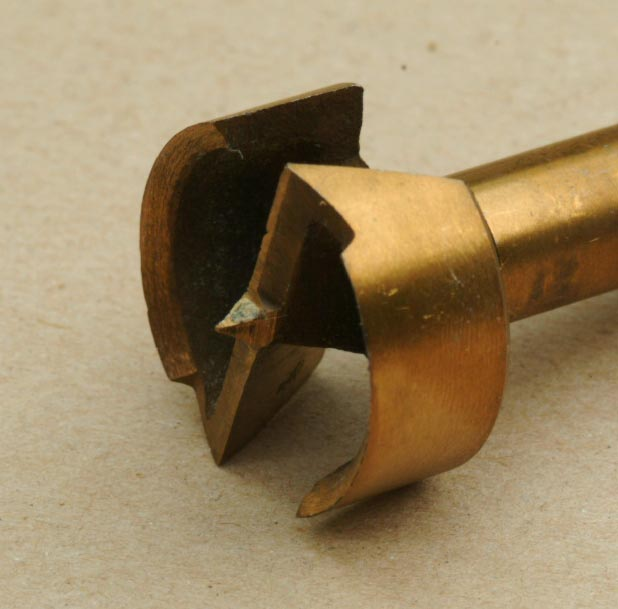
Fresa Forstner

Las fresas o brocas Forstner, llevan el nombre de su inventor, Benjamin Forstner y, se distinguen en que permiten hacer orificios precisos de fondo plano en madera, con cualquier orientación con respecto a la fibra de la madera. Pueden cortar en el borde de un bloque de madera y pueden cortar agujeros superpuestos. Debido al fondo plano del orificio, son útiles para perforar chapas ya pegadas para agregar una incrustación. Requieren una gran fuerza para empujarlos contra el material, por lo que normalmente se usan en prensas de taladro o tornos en lugar de taladros de mano, es decir, a diferencia de la mayoría de los otros tipos de brocas, no son prácticas para usar como herramientas manuales.
La broca incluye un punto central que lo guía a lo largo del corte (que corta el fondo plano del agujero). El corte cilíndrico alrededor del perímetro corta las fibras de madera en el borde del agujero y también ayuda a guiar la broca hacia el material con mayor precisión. La herramienta de la imagen tiene un total de dos filos en este cilindro. Las brocas Forstner tienen bordes de corte radiales para dejar plano el material en el fondo del agujero. La broca de la imagen tiene dos bordes radiales. Otros diseños pueden tener más. Las brocas Forstner no tienen mecanismo para eliminar las virutas del orificio y, por lo tanto, deben extraerse periódicamente.